# Contour découpé

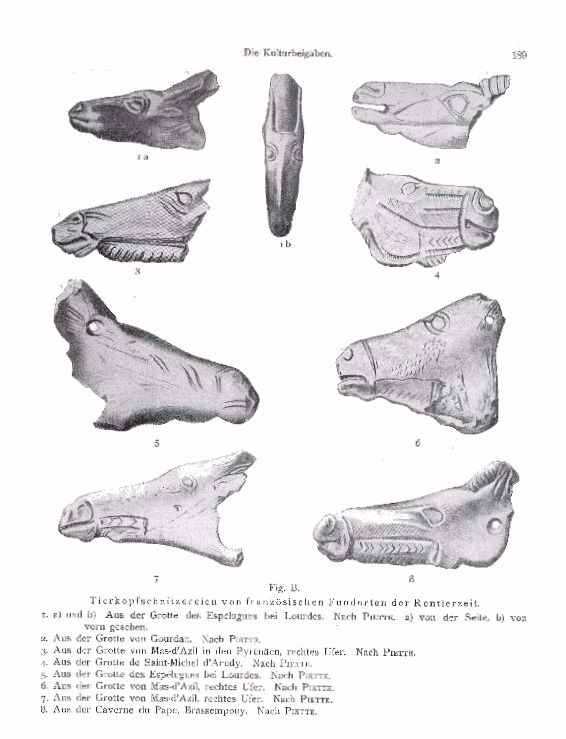
Tierköpfe als Contours découpés, Funde aus französischen Höhlen

Contour découpé (französisch, wörtlich „ausgeschnittener Umriss“) bezeichnet einen Typ der jungpaläolithischen Kleinkunst. Contours découpés sind aus flachen Knochen- oder Geweihstücken ausgeschnittene figürliche Darstellungen von Tieren oder Tierköpfen. Im engeren Sinne sind damit ausschließlich Objekte bezeichnet, die aus dem Zungenbein von Pferden geschnitzt wurden. 
Das Objekt ist mit gravierten oder geritzten Details verziert, meist auf beiden Seiten. Das weitaus häufigste Motiv ist das Pferd, seltener sind Ren und Steinbock.
Contours découpés waren offenbar zum Aufhängen bestimmt (eventuell als Körperschmuck), denn sie weisen in der Regel eine oder mehrere Durchlochungen auf.
Contours découpés gab es im mittleren und jüngeren Magdalénien, vor allem im Süden Frankreichs, aber auch in Spanien (Asturien), Belgien (Provinz Namur) und Nordrhein-Westfalen.